# Feuerwehr Weimar
Die Feuerwehr Weimar mit Sitz in der Kromsdorfer Str. 13 in Weimar ist verantwortlich für den Brandschutz, die Technische Hilfeleistung und die Brandbekämpfung sowie den Rettungsdienst in der Stadt Weimar. Sie gehört zum Amt für Brand- und Katastrophenschutz/Rettungsdienst der Stadt Weimar und besteht aus einer Berufsfeuerwehr (BF) sowie 7 Freiwilligen Feuerwehren (FF). Den FF sind die Jugendfeuerwehren angegliedert.

## Geschichte
Städtische Feuerordnungen für Weimar gab es seit dem Ende des 16. Jahrhunderts. Ab 1844 übernahm der Stadtrat die Kosten für Geräte der Rettungskompanie und am 3. Oktober 1859 wurde nach Leipziger Vorbild die erste Freiwillige Feuerwehr in Weimar gegründet. Im Jahr 1869 trat die Weimarer Feuerwehr dem Thüringer Feuerwehrverband bei. Am 9. November 1991 wurde der Stadtfeuerwehrverband Weimar gegründet.
Die Kraftwagenfirma Dittmann (u. a. Feuerlöschgerätehersteller) bzw. ihr Eigentümer Waldemar Dittmann schenkte der Stadt im Jahr 1925 eines seiner Grundstücke mit Hallen und Werkstätten mit der Auflage, dass dort Weimars Feuerwehr ihre neue Zentrale bekommt. Die denkmalgeschützte Alte Feuerwache in der Erfurter Straße/Ecke Mozartstraße wurde bis zum Jahr 1926 nach den Entwürfen von August Lehrmann zum Feuerwehrdepot umgebaut und war bis zum Auszug der Berufsfeuerwehr 2006 in Betrieb. Im Jahr 2019 wurde der Gebäudekomplex an eine Bürgerinitiative verkauft, die dort Sozialwohnungen errichten will.

## Berufsfeuerwehr
Die Berufsfeuerwehr besteht aus 70 Beamten im feuerwehrtechnischen Dienst. Ebenfalls ist sie als Teil des Rettungsdienstes und neben DRK und Johannitern, zuständig für die bodengebundene Notfallrettung. Die Alarmierung der Feuerwehren sowie des Rettungsdienstes erfolgt durch Funkmeldeempfänger über die „Zentrale Leitstelle für Brandschutz, Rettungsdienst und Katastrophenschutz der Stadt Erfurt“ in Erfurt. Der BF steht seit 2019 ein klimatisierter Gerätewagen Kulturgutschutz auf MAN TGM 15.290 4×2 LL zur Verfügung, der in ganz Thüringen zum Einsatz kommt.

## Freiwillige Feuerwehr
Die Freiwilligen Feuerwehren in Weimar befinden sich an 7 Standorten und haben etwa 145 aktive Einsatzkräfte.
| Wehr            | gegründet | Mitglieder |
| --------------- | --------- | ---------- |
| Weimar Mitte    | 1859      | 37         |
| Ehringsdorf     | 1882      |            |
| Legefeld        |           | 19         |
| Schöndorf       | 1928      | 32         |
| Taubach         |           | 20         |
| Tiefurt         | 1882      | 14         |
| Niedergrunstedt |           |            |